# Coupe d'Europe des vainqueurs de coupe de football 1970-1971
Navigation
Coupe des coupes 1969-1970 Coupe des coupes 1971-1972
La Coupe d'Europe des vainqueurs de coupe 1970-1971 voit le sacre du club de Chelsea FC qui bat le Real Madrid en finale. 
Chelsea remporte là son premier trophée continental. C'est l'attaquant du Górnik Zabrze Włodzimierz Lubański, avec 8 réalisations, qui termine meilleur buteur de l'épreuve pour la deuxième année consécutive. L'épreuve des tirs au but venant d'être crée, ceux-ci seront appliqués pour les trois premiers tours.
Et pour la première fois dans l'histoire, un match international se termine aux tirs au but : lors du premier tour, les clubs de Budapest Honvéd et d'Aberdeen FC n'arrivant pas à se départager (chacun gagne son match à l'extérieur 3-1). C'est le club hongrois qui gagne la séance de tirs au but. Le cas de figure se reproduit en huitièmes de finale entre le Benfica Lisbonne et le Vorwärts Berlin mais pas au-delà, car à partir des quarts de finale, le match d'appui disputé sur terrain neutre est utilisé pour départager les équipes.
On note que les deux finalistes de l'édition précédente, Manchester City et le Górnik Zabrze, se croisent de nouveau cette année, en quarts de finale. Manchester s'en sort une nouvelle fois, beaucoup plus difficilement puisqu'un match d'appui à Copenhague est nécessaire pour départager les deux équipes qui avaient chacune gagné leur match à domicile 2-0.

## Tour préliminaire
| Équipe 1       | Résultat | Équipe 2           | Aller | Retour |
| -------------- | -------- | ------------------ | ----- | ------ |
| Åtvidabergs FF | 1 - 3    | KF Partizan Tirana | 1 - 1 | 0 - 2  |
| Bohemians FC   | 3 - 4    | TJ Gottwaldov      | 1 - 2 | 2 - 2  |

## Seizièmes de finale
| Équipe 1            | Résultat | Équipe 2            | Aller | Retour            |
| ------------------- | -------- | ------------------- | ----- | ----------------- |
| CSKA Sofia          | 11 - 1   | FC Haka Valkeakoski | 9 - 0 | 2 - 1             |
| Kickers Offenbach   | 2 - 3    | FC Bruges           | 2 - 1 | 0 - 2             |
| ÍBA Akureyri        | 1 - 14   | FC Zurich           | 1 - 7 | 0 - 7             |
| Manchester City     | 2 - 2    | Linfield FC         | 1 - 0 | e1 - 2            |
| Aris Salonique      | 2 - 6    | Chelsea FC          | 1 - 1 | 1 - 5             |
| Goztepe Izmir       | 5 - 1    | Union Luxembourg    | 5 - 0 | 0 - 1             |
| FC Vorwärts Berlin  | 1 - 1    | Bologne FC 1909     | 0 - 0 | e1 - 1            |
| Aberdeen FC         | 4 - 4    | Budapest Honvéd     | 1 - 3 | 3 - 1 ap tab(4-5) |
| AaB Aalborg         | 1 - 9    | Górnik Zabrze       | 0 - 1 | 1 - 8             |
| TJ Gottwaldov       | 1 - 3    | PSV Eindhoven       | 0 - 0 | 1 - 3             |
| Karpaty Lviv        | 3 - 4    | FC Steaua Bucarest  | 0 - 1 | 3 - 3             |
| Cardiff City        | 8 - 0    | Pezoporikos Larnaca | 8 - 0 | 0 - 0             |
| Olimpija Ljubljana  | 2 - 9    | Benfica Lisbonne    | 1 - 1 | 1 - 8             |
| FC Wacker Innsbruck | 5 - 3    | KF Partizan Tirana  | 3 - 2 | 2 - 1             |
| Strømsgodset IF     | 3 - 7    | FC Nantes           | 0 - 5 | 3 - 2             |
| Hibernians FC       | 0 - 5    | Real Madrid         | 0 - 0 | 0 - 5             |

## Huitièmes de finale
| Équipe 1         | Résultat | Équipe 2            | Aller | Retour            |
| ---------------- | -------- | ------------------- | ----- | ----------------- |
| CSKA Sofia       | 0 - 2    | Chelsea FC          | 0 - 1 | 0 - 1             |
| Budapest Honvéd  | 0 - 3    | Manchester City     | 0 - 1 | 0 - 2             |
| Goztepe Izmir    | 0 - 4    | Górnik Zabrze       | 0 - 1 | 0 - 3             |
| FC Bruges        | 4 - 3    | FC Zurich           | 2 - 0 | 2 - 3             |
| PSV Eindhoven    | 7 - 0    | FC Steaua Bucarest  | 4 - 0 | 3 - 0             |
| Cardiff City     | 7 - 2    | FC Nantes           | 5 - 1 | 2 - 1             |
| Real Madrid      | 2 - 1    | FC Wacker Innsbruck | 0 - 1 | 2 - 0             |
| Benfica Lisbonne | 2 - 2    | FC Vorwärts Berlin  | 2 - 0 | 0 - 2 ap (3-5)tab |

## Quarts de finale
| Équipe 1        | Résultat | Équipe 2           | Aller | Retour   | Appui |
| --------------- | -------- | ------------------ | ----- | -------- | ----- |
| FC Bruges       | 2 - 4    | Chelsea FC         | 2 - 0 | 0 - 4 ap |       |
| Manchester City | 5 - 3    | Górnik Zabrze      | 2 - 0 | 0 - 2 ap | 3 - 1 |
| Cardiff City    | 1 - 2    | Real Madrid        | 1 - 0 | 0 - 2    |       |
| PSV Eindhoven   | 2 - 1    | FC Vorwärts Berlin | 2 - 0 | 0 - 1    |       |

## Demi-finales
| Équipe 1      | Résultat | Équipe 2        | Aller | Retour |
| ------------- | -------- | --------------- | ----- | ------ |
| PSV Eindhoven | 1 - 2    | Real Madrid     | 0 - 0 | 1 - 2  |
| Chelsea FC    | 2 - 0    | Manchester City | 1 - 0 | 1 - 0  |

## Finale
| Équipe 1   | Résultat | Équipe 2    | 1re finale | Appui |
| ---------- | -------- | ----------- | ---------- | ----- |
| Chelsea FC | 3 - 2    | Real Madrid | 1 - 1 ap   | 2 - 1 |